# Sadarsa tenuis
Sadarsa tenuis är en fjärilsart som beskrevs av Moore 1867. Sadarsa tenuis ingår i släktet Sadarsa och familjen nattflyn. Inga underarter finns listade.